# Hemidactylus adensis
Espèce
Hemidactylus adensis est une espèce de geckos de la famille des Gekkonidae.

## Répartition
Cette espèce est endémique du Yémen.

## Description
Les mâles mesurent de 30,1 à 37,9 mm de longueur standard et les femelles de 29,9 à 41,8 mm.

## Étymologie
Son nom d'espèce, composé de ad[en] et du suffixe latin -ensis, « qui vit dans, qui habite », lui a été donné en référence au lieu de sa découverte, Aden.

## Publication originale
- Šmíd, Moravec, Kratochvíl, Nasher, Mazuch, Gvoždík & Carranza, 2015 : Multilocus phylogeny and taxonomic revision of the Hemidactylus robustus species group (Reptilia, Gekkonidae) with descriptions of three new species from Yemen and Ethiopia. Systematics and Biodiversity, vol. 13, no 4, p. 346-368.